# Власта Ценић
Власта Н. Ценић (Кочане, код Дољевца, 10. октобар 1957) српски је песник за децу.

## Биографија
Власта Н. Ценић је рођен 10. октобра 1957. године у селу Кочану, у општини Дољевац, где и данас живи. Ожењен је супругом Свилком и има сина Ивана. Отац му је Никола, а мајка Јаворка и она је из заплањског села Дукат. Учитељи у школи у Кочану су му били Евица и Миодраг Станковић. Основну школу је завршио у Дољевцу, 1972. године. Завршио је Машинску техничку школу у Прокупљу, 1976. године и Вишу педагошку школу у Призрену, 1979. године. Југословенску књижевност и српски језик је студирао у Скопљу и Приштини. По струци је професор југословенске књижевности и српског језика. Од 1979. године радио у Oсновној школи „Вук Караџић“ у Дољевцу где је предавао српски језик. Од 2022. је у пензији.
Власта је један од познатих песника за децу. Пише поезију за децу и сакупља народно благо дољевачког краја. Објављивао је у часописима „Змај“, „Витез“, „Освит“ (Лесковац), „Развитак“ (Зајечар), „Гороцвет“ (Јагодина), Ризница (Бања Лука) и другим.
Његова песничка збирка „Бате ће се жени“ обилује песмама на родном дијалекту (дијалект његовог села Кочана, призренско-јужноморавски тип призренско-тимочког дијалекта).
Песме је рецитовао у следећим градовима: Београд, Софија, Источно Сарајево, Бања Лука, Прибој, Косовска Митровица, Грачаница и широм Србије.
Члан је Удружења књижевника Србије, Књижевног друштва просветних радника Србије и члан уредништва дечјег часописа „Витез“ и члан Удружења новинара Србије.
Власта Ценић је идејни творац манифестације „Сусрети просветних радника књижевних стваралаца за децу“, која се одржава од 1994. године у Основној школи „Вук Караџић“ у Дољевцу. и манифестације "Кочићеви дани у Кочану" од 2015. г.
Љубитељ је глуме. У Аматерском позоришту у Дољевцу је остварио наредне улоге: био је Мане у „Зони Замфировој”, па Хасанага у „Хасанагиници”... (За лик Хасанаге добио награду за мушку улогу на Фестивалуу драмских аматера Србије 1984. године). Написао је неколико песама које су компоноване за дечје музичке фестивале.

## Дела

### Књиге
- Песникиња ласта, Дољевац, 1987.
- Штрапке, Ниш, 1989.
- Кладенче, Дољевац, 1990.
- Штрапке, Параћин, 1992.
- Волеле се шушумиге, Параћин, 1993.
- Меденићи, Дољевац, 1994.
- Бате ће се жени, "Просвета", Ниш, 1996.
- Раднички воз у 5 и 10, Београд, 1998.
- Песме, "Прометеј", Нови Сад, 2003.
- Крилати камен, Ниш, 2008.
- Да л' ја чувам овце или овце мене, "Свици", Ниш, 2013.[2]
- Плетене песме, Кочане, 2015.
- "Заувек ђаци", цветник песника учитеља, Троречје, Кочане, 2016.
- "Антологија песама о мајци", приредио Драгољуб Станковић, Витез, Београд, 2016.
- "Звездана лектира", збирка љубавних стихова за младе, Графоофсет, Челарево,  2017.
- "Мој отац храни птице", цветник песништва о оцу за децу и младе, Лијепа ријеч, Тузла, 2017.
- "Немој никад рећи КРАЈ ЈЕ", роман за децу, Bookland, Београд, 2019.
- "Сат који се навија уназад", Види чуда, часопис Повеља, Краљево, 2020.
- "Бате ће се жени", Народна библиотека "Радоје Домановић" Лесковац, Лесковац, 2020.
- "Срећко петопарац", роман за децу, Bookland, Београд, 2021.
- "Цветна стаза игроказа", збирка кратких драмских текстова за школске и остале приредбе, Троречје, Кочане, 2021.
- "Село сас један падеж", Златно Гашино перо, Лазаревац, 2021.
- "Sвездена лектира", Избор и препев на македонски језик Филип Димкоски, "Стари поток", Кочани, С. Макединија, 2022.
- "Освојени хоризонти", група аутора, Драганова награда 2022 за најбоље путописе старијих особа, Удружење грађана "Снага пријатељства" - Amity, Београд, 2022.
- Чуваркућа, Троречје Кочане и Институт за дечју књижевност Београд, 2023.
- "Загрл`те их, песме моје", Пчелица, Чачак, 2024.
- "30 АВАНТУРА ЋУПКА И ЋИРЕ", "Талија", НИш, 2025.
- "Волим те", на језику природе, од птица и цвећа до морских дубина, Јавна библиотека Дољевац, 2025.

### Антологије
Песме Власте Ценића заступљене су у следећим антологијама:
- Антологија љубавне поезије за младе, Дечја литература, Београд, 1998. године,
- Антологија нишких писаца за децу, Просвета, Ниш, 2004. године,
- Антологија „Сви у напад“, спортски цветник, Витез, Београд, 2005. године,
- Антологија „До смеха, суза и аплауза“, ИПА Јабучка гора, Врбас, 2005. године,
- Антологија српске поезије за децу „Дете је најлепша песма“[а], Book&Marso, избор Слободан Станишић, Београд, 2007. године,
- Мала антологија српске поезије о зими и њеним чаролијама „Зима, зима, е па шта је“, Београд, 2008. године,
- Антологија српског песништва за децу[б], Српска књига, Рума, 2009. године.[2]
- "Слаткотека", антологија песама о слаткишима, приредио Момир Драгићевић, Сиграф плус, Кушевац, 2011.
- "КЊИГА РАДОСТИ", двојезична, српско-руска антологија (панорама) песама за децу и о деци, приредио: Андреј Базилевски, Просвета,  2012.
- Антологија српске поезије за децу, приредио Миомир Милинковић, Легенда, Чачак, 2016.
- "Мој отац храни птице", цветник песништва о оцу за децу и младе, Лијепа ријеч, Тузла, 2017.
- "Љубав нема година", антологија љубавне лирике за све узрасте, приредио Миомир Милинковић, Bookland, Београд, 2017.
- МАТЕРЊИ ЈЕЗИК, антологија савремене дијалекатске поезије (1980 - 2010), приредио Зоран Вучић. Поговор др Сунчица Денић. Издавачи: Лесковачки културни центар Лесковац и Књижевна заједница "Борисав Стаанковић" Врање, 2019.
- "Прваци школе", одабране песме о ђацима првацима, Пчелица, Чачак, 2021.
- "Новогодишње жеље", одабране песме о Новој години, Пчелица, Чачак, 2021.
- "Мајка је најлепша бајка", одабране песме о мајкама, Пчелица, Чачак, 2022.
- Антологија српске поезије за децу на румунском. Приредио: Иво Мунћан, Темишвар, 2022.
- "Здравље лавље", цветник песама о хигијени и здрављу, Пчелица, 2023.
- "Појте му Срби", цветник песама о Светом Сави, Пчелица, 2024.
- "Књига за уживање", антологија - најдраже пјесме и приче о њима савремених пјесника за дјецу, приредио Јово Чулић,"Мудро слово", Бањалука, 2023.
- "Читанка српске поезије за децу", приредио Стојан Бербер,Сомбор, 2024.

### Стручни радови
1. Власта Н. Ценић (Дољевац), Марко Краљевић и бег Костадин, Методичко упутство за обраду наставне јединице у 3. разреду, Школски час српског језика И књижевности, Горњи Милановац, 1987, 2, 59-63.
2. Власта Н. Ценић, Новине у раду слободних ученичких активности, Школски час српског језика и књижевности, Горњи Милановац, 1985, 2, 92- 59.

## Награде
- Друга награда на Југословенском фестивалу „Булка“ у Црвенки, 1996. године[3],
- Прва награда за допринос одраслих писаца ведром духу детињства на Фестивалу хумора за децу у Лазаревцу, 1997. године[3] за књигу „Бате ће се жени“,
- Награда дечјег жирија на Југословенском фестивалу песника за децу „Булка“ у Црвенки, 1997. године[2],
- Прва награда на Југословенском фестивалу песника за децу „Булка“ у Црвенки, 2002. године[3] за песму „Прво бријање“,
- Друга награда на Југословенском фестивалу песника за децу „Булка“ у Црвенки, 2007. године за песму „Игла која има увце“[2],
- Награда „Гордана Брајовић“ за најбољу књигу за децу и омладину коју додељује компанија „Новости“ добио је за збирку песама „Крилати камен“ и дели је са Урошем Петровићем који је написао збирку прича „Мистерије Гинкове улице“, у Алексинцу, 2009. године[7],
- Трећа награда на конкурсу „Јутро над Озреном 2011“ за песму „Гаљинка“ у Сокобањи, 2011. године.[8]
- Најбољи едукатор Србије 2019.
- Најбољи наставник на простору бивше Југославије, 2019.
- Златно Гашино перо, за ведар допринос детињству, за допринос књижевности за децу, Фестивал хумора за децу, Лазаревац, 2020.
- Драганово перо, за најбољу песму на дијалекту, Лесковачки културни ценатр, Лесковац, 2021.
- "Драганова  награда", најбоља прича о путовању по Србији, "Путовање у Ораховац", Београд, 2022.
- "Златни Орфеј" на Мајским сусретима писаца 2023. у Франкфурту на Мајни
- Златна значка Културно просветне заједнице Србије, за дугогодишњи допринос развијању културних делатности - за несебичан, предан и дуготрајан рад, Београд, 2023.
- Повеља НАИСА Медијана фестивала стваралаштва за децу и дечјег стваралаштва у Нишу, за свеукупан допринос радости детињства у области стваралаштва за децу, Ниш, 2024.
- Награда "Момчило Тешић" за књигу Чуваркућа, 2024. коју додељују књижевне новине „Свитак“ и лист за дечју књижевност „Момчило“ из Пожеге
- Награда "Милован Данојлић" за књигу "Загрл`те их, песме моје" (ИК Пчелица, Чачак, 2024.) која се 2025. доделила први пут
- Награда "Сребрно Гашино перо", за најбољу књигу између два фестивала, признање 37. Међународног фестивала хумора за децу у Лазаревцу, 2025.

## Критике
- „Рукопис песама ведрог наслова „Бате ће се жени“ оцењујемо као леп књижевни допринос, нарочитих језичких вредности којима се посебно афирмише завичајни говор Јужносрбијанаца, иначе неправедно омаловажен и изопштен као матерњи говор одвећ наглом реформом Вука Стефановића Караџића... Ова књига репрезентативо уводи Дољевац у књижевну географију Србије.“ Саша Хаџи Танчић
- „У својој малој дољевачкој општини, у огранку истог нам језика, царује његово песничко височанство Власта Ценић. И ма како се преуредила планета, ова књига ће бранити наш језик као најтрајнију царевину. Све песме осећам сасвим својим, као да су ми одбегле у његове корице, што би значило - малчице му завидим.“ Мошо Одаловић
- „Ценић је песник нежности, мекоће сећања, лепог осећања за свето у присећању на родитеље и злато детињства, духовит и маштовит, који из својих сећања на ране дане живљења извлачи слике које у песмама добијају универзална значења.“ Перо Зубац
- „Власта Ценић је мене купио тако што је, пишући на народном, дољевачком језику, написао како „мој деда пцује“. Ја сам био пресрећан када сам то чуо. Ево човека који је успео да каже кратко и јасно све што се многи песници упињу да кажу, да деца размишљају о свом телу, о свом животу на тај начин док су још мали, док им је „пцувало малечко“. Од највећих песника остане пар стихова. Код Ценића то је једна реч, пцувало. Одмах сам га препоручио неким људима: „Зовите га, биће вам лепо с њим.“. Тако је и било.“ Душко Трифуновић
- „У стиховима Власте Ценића траје говор непоновљиве лепоте: речи лепе и прелепе, знане а заборављене и поново откривене, речи које радују и којима се радујемо, живе и неуништиве, светиљке из неких нама непознатих предела, као корење, као трава троскот која расте поред путева, а неунуштива је.“ Воја Красић
- „Чувајте ову књигу злата вредну. Ценић је победио на фестивалу у Црвенки, освојио публику у Београду, ушао у антологије. Попут Боре Станковића и Стевана Сремца прославио је својим стваралаштвом југ Србије.“ Недељко Попадић
- „Dijalekatska poezija Vlaste Cenića je pravo otkriće i osveženje u našoj savremenoj poeziji za decu i mlade, te po mnogo čemu zaslužuje pažnju ne samo čitalaca već i stručne javnosti, naročito istraživača govora iz pesnikovog kraja. Cenić je svoj na svome, originalan i vispren, maštovit   i dosetljiv, upravo po meri koju danas treba ponuditi deci u ovoj eri naučno-tehnološke civilizacije i digitalne revolucije. U tom pogledu, njegove pesme su kao melem na ranu i dušu. One kao da nikog ne ostavljaju ravnoduš- nim, jer naprosto izazivaju na smeh, hedonizam i vedrinu.“
- „Душку Радовићу се приписује да је, као одговор на питање како се пише за дјецу, рекао: „Исто као за одрасле, само много боље“. Пјесник из Топличког Кочана пише за дјецу – много боље. (Бошко Ломовић)
- Маниром врсног педагога и писца са позамашним стажом,Власта Ценић, зна да дете кроз игру најлакше исказује своју даровитост. А едукација кроз игру је ослобађање духа, развијање моторике, постизање гипкости и свих других чула које дете носи у свом основу. Поготову игра добија смисао ако је у форми уметности. Ако је у њој примењено знање као полазна тачка васпитања. Читава цивилизација се развијала захваљујући уметности. А уметност се изражавала у различитим формама. Симбиоза свих уметности одувек је било позориште. Позориште је игра. Позориште је симулакрум живота. Рефлексија подсвесног и прапочетка обредне игре. Отуда није чудо што деца воле позорницу и имају снажну жељу да буду актери у њему. А да би били актери (глумци), неопходни су добри позоришни текстови као предложак њиховом талент. Ова збирка кратких Игроказа је управо оно што им је потребно као основно полазиште у тајне позорнице. Понуђени драмолети су поучни, карактерни, сликовити, и садрже све што захтева структура драме. Пролог, експозиција, кулминација, катарза или поента. Веома је важно што су текстови ведри, комични, и што имају васпитну улогу. Тематски обрађују све оно што се уклапа у наставни програм и веома су добре у практичном смислу, као показне вежбе или увод у театар. Добро је што постоје овакви писци који настављају писанију драмолета као што су то радили Бранислав Нушић, Душко Радовић, Александар Поповић, Тома Славковић, Владимир Андрић и други...Убеђен сам да ће неко кроз ове ликове прокрчити свој пут до великих позорница и на тај начин оправдати труд врсног писца Власте Н. Ценића. (Тоде Николетић)
- Власта Н. Ценић и неколицина савремених књижевних стваралаца (Мирослав Цера Михаиловић, Виолета Јовић, Зоран Вучић и др.) са југа и југоистока Србије, деценијама већ, пишу и објављују поезију и прозу на призренско-јужноморавском и сврљишко-заплањском дијалекту (делови призренско-тимочког говора). Тако су они настављачи језика књижевности на којем су стварали Стеван Сремац и Борисав Станковић. Почесто се користе и посве локалним говором, карактеристичним само за једно село.  Ценић је понајбољи пример за илустрацију напред реченог – грô његових збирки (Штрапке, Кладенче, Бате ће се жени...) срочено је језиком Кочана, родног села сред питомог Троречја, тамо где се сусрећу Јужна Морава, Топлица и Пуста река. Насловивши збирку Село сас један падеж, Ценић срачунато подилази увреженом погрешном стереотипу о сиромаштву деклинације у поменутим говорима, а уједно подгрева знатижељу читалаца са других подручја – е, баш да видимо какав је то језик са једним падежом! Но, уследиће „разочарање“, јер ће, осим номинатива, лако уочити још два стандардна падежа (акузатив и вокатив), а затим и остала четири која – гле чуда! – имају творбу каква постоји у француском, немачком или шпанском. Неважна је разлика што се у тим језицима падежи граде уз помоћ предлога и номинатива, а у „селу сас један падеж“ предлози су пред акузативом (на мајку, сас татка, од тетку). Дакле, свих седам падежа су у говору „митског села“, али је само један акценат (акут), најсличнији стандардном краткоузлазном (као, уосталом, у шпанском језику).  Објављивање збирке Село сас један падеж је награда „Златно Гашино перо“ које се, деценију уназад, додељује за стваралачки допринос срећи и ведрини детињства. Додељују га Библиотека „Димитрије Туцовић“ и Међународни фестивал хумора за децу у Лазаревцу. Ценић ју је, одлуком жирија, заслужено добио 2020. године, јер „радост ведрина, смех и осмех – тога има у мојим књигама“.Бошко Ломовић